# Le Dernier Problème (Sherlock)
Le Dernier Problème (The Final Problem) est le troisième épisode de la quatrième saison de la série télévisée Sherlock diffusé pour la première fois sur BBC One et BBC One HD le 15 janvier 2017.

## Synopsis
Sherlock Holmes et John Watson ont découvert le plus grand secret de Mycroft : il a caché l'existence d'Eurus Holmes, leur sœur, psychopathe à l'intelligence redoutable. Traumatisé par sa sœur dans son enfance, la mémoire de Sherlock a fait un blocage complet sur son existence. Sherlock décide de la confronter dans sa prison, espérant débloquer ses souvenirs, mais Eurus l'attend. La jeune sœur des Holmes a préparé un piège à ses frères, avec l'aide posthume de Jim Moriarty.
Une petite fille paniquée se réveille dans un avion et trouve tout le monde endormi. Elle répond à un téléphone portable et entend Jim Moriarty annoncer "Bienvenue dans le Dernier Problème".
Mycroft Holmes est chez lui où Sherlock et Watson désactivent la sécurité pour le piéger pour révéler l'existence de sa sœur Eurus. Au 221b Baker Street, Mycroft explique qu'Eurus était un génie, avec des capacités beaucoup plus importantes que celles de Sherlock et de Mycroft, elle ne ressent aucune empathie. Mycroft révèle que leurs parents ont envoyé Eurus dans un asile après qu'elle a kidnappé et noyé le chien de Sherlock, Barberousse, et après qu'elle a brûlé leur maison. Mycroft a caché tout cela à Sherlock, étant donné qu'Eurus l'a psychologiquement traumatisé lorsqu'il était enfant, ce qui a conduit à ce que Sherlock supprime les souvenirs la concernant. Une fois adulte, Mycroft envoya Eurus dans une des prisons les plus sécurisées, dans la mer du Nord, à Sherrinford, et a dit à ses parents qu'elle était morte. Lorsque Mycroft insiste sur le fait qu'elle est en sécurité, une grenade s'activant à tout mouvement arrive dans l'appartement de Sherlock. John, Sherlock et Mycroft s'enfuient quand la bombe explose.
Plus tard, John et Sherlock détournent un bateau de pêcheurs pour voyager à Sherrinford et préparent un plan de diversion pour que Sherlock puisse atteindre la cellule d'Eurus. Mycroft et John occupent le directeur de la prison et découvrent qu'il a désobéi aux ordres de Mycroft et qu'il a autorisé Eurus à interagir avec le personnel de la prison. Utilisant ses talents pour "reprogrammer" tous ceux avec qui elle parle, Eurus a effectivement pris le contrôle total de la prison. Au même moment, Sherlock parle avec Eurus, mais elle l'attaque et le rend inconscient. Un garde enferme Sherlock, Mycroft, John et le directeur de la prison dans l'ancienne cellule d'Eurus. 
Mycroft révèle que, cinq ans plus tôt, il offrit à Eurus comme cadeau de Noël cinq minutes non surveillées avec Moriarty en échange de la détection de menaces envers l'Angleterre. Pendant ce temps, Moriarty a accepté de filmer des messages vidéo pour elle. Dans le présent, Eurus fait subir aux captifs une série de tests psychologiques, entraînant Sherlock dans un jeu sinistre où il doit sauver des vies ou faire du mal à ses proches, et Moriarty le harcèle via les vidéos. Même si Eurus le motive par la perspective de pouvoir sauver la fillette de l'avion, il arrête le jeu en menaçant de se suicider quand elle lui ordonne de tuer soit John, soit Mycroft. Furieuse, Eurus utilise des dards tranquillisants sur les trois hommes. 
Sherlock se réveille près de l'ancienne maison familiale. Il parle à la fillette de l'avion et essaye de la guider pour l'aider à atterrir en sécurité. John se réveille au fond d'un puits. Quand il y trouve des os humains, Sherlock se rend compte que celui qu'il pensait être son chien Barberousse est en réalité son meilleur ami d'enfance, Victor Trevor. Eurus l'a lancé au fond d'un puits, et l'a laissé mourir parce qu'elle se sentait rejetée par Sherlock lorsqu'ils étaient enfants. Sherlock décrypte le réel sens de la chanson qu'Eurus lui chantait quand Victor a disparu ; la chanson révèle qu'elle veut que Sherlock la trouve. Il se rend compte que la fille de l'avion est en réalité une métaphore créée par le cerveau d'Eurus, et que le jeu était un signal d'alerte envoyé par Eurus à ses frères. Une fois l'énigme d'Eurus résolue, Sherlock est capable de la renvoyer à Sherrinford après avoir secouru John. 
Mycroft explique à leurs parents, en colère après avoir appris qu'Eurus était vivante, qu'elle refuse de parler aux gens. Sherlock, cependant, vient souvent la voir. Ils jouent ensemble du violon et donnent des spectacles à leur famille. Quand John aide Sherlock à reconstruire l'appartement de ce dernier, il reçoit une vidéo envoyée par Mary avant sa mort, les encourageant à continuer de travailler ensemble.

## Distribution
Source et légende : version française (VF) sur RS Doublage et selon le carton du doublage français télévisuel.